# La cama
Cet article possède un paronyme, voir Cama.
Pour plus de détails, voir Fiche technique et Distribution.
La cama est une comédie argentino-mexicaine réalisée par Emilio Gómez Muriel et sorti en 1968.

## Synopsis
Une femme s'enfuit de chez elle le jour de son mariage, et un Don Juan tente de prouver à une autre femme que son mari la trompe.

## Fiche technique
- Réalisation : Emilio Gómez Muriel
- Scénario : Alfredo Ruanova
- Photographie : Antonio Merayo, Humberto Peruzzi
- Montage : Gerardo Rinaldi
- Musique : Lucio Milena
- Production : Cima Films
- Distributeur : Cinematográfica Pelimex
- Durée : 88 minutes
- Pays de production :  Argentine,  Mexique
- Dates de sortie : 
  - Argentine : 2 septembre 1968
  - Mexique : 30 octobre 1969[2]

## Distribution
- Mauricio Garcés (es) : Charlie
- Isela Vega
- Lupita Ferrer : Mabel
- Zulma Faiad : Lucy Montes
- Rosángela Balbó (es) : Murcama
- Enrique Rocha (es)
- Marcela López Rey (es) : Ana
- Elvia Andreoli (es)
- Jorge Barreiro (es) : Ramiro Ramos
- Jorge Brisco
- Amparito Castro (es)
- Rafael Chumbito
- Rodolfo Crespi (es)
- María Dolores Pardo
- Mauricio Ferrer
- Susana Ferrer
- Pochi Grey (es)
- Sonia Grey
- Guendolina
- Nancy Lopresti (es)
- Lalo Malcolm (es)
- Miguel A. Olmos
- Vicente Rubino (es) : Hector
- Víctor Tasca